# Lycée Pierre-Caraminot
Le lycée Pierre-Caraminot est un lycée français d’enseignement général, technologique et professionnel situé à d’Égletons (Corrèze). Créé en 1933, il offre des formations dans les travaux publics, le génie civil et la maintenance industrielle.

## Historique

### École nationale professionnelle de 1933 à 1960
Sous l'impulsion de Charles Spinasse, député-maire SFIO de la ville d'Égletons et rapporteur du budget de l'enseignement technique, est érigée en 1933 l’École nationale professionnelle d’Égletons (ENP). 
Le bâtiment est dessiné et réalisé par Robert Danis, architecte en chef du gouvernement. Bâti en granite, entièrement en pierres de taille, sa bâtisse imposante en fait l’un des centres nationaux de la formation des travaux publics.
L’entrée se fait sur concours, l'ENP délivre un brevet des ENP qui débouche sur le secteur industriel (chimie, électricité, bâtiment, travaux publics, postes téléphone et télégraphe). 
La première promotion sort en 1936. 
L’uniforme est obligatoire : de couleur bleue, avec un pantalon à bandes rouges et une casquette galonnée (chaque galon correspondant à une année). Les élèves sont majoritairement internes.  
Le premier directeur est Henri Chéroux, de 1933 à 1938, puis, de 1938 à 1961, Pierre Caraminot, avec un intérim de Abel Gaillard de 1939 à 1945, lorsque Pierre Caraminot sera au front puis prisonnier de guerre.
En 1944, l'école sera partiellement détruite par des bombardements alliés, une division allemande ayant trouvé refuge dans les locaux. À l'heure actuelle les impacts de balles sont encore visibles sur la façade. La reconstruction de l'école doit beaucoup à l’opiniâtreté d'Abel Gaillard.

### Lycée technique d’État de 1960 à 1969
Cette période voit plusieurs développements : construction d'un internat au centre-ville (P5) en 1964 ainsi que d'une annexe (P5 externat) en 1968.
À la mort de Pierre Caraminot, c'est Henri Brousse, son adjoint qui prend la succession de la direction du lycée, de 1961 à 1962. Puis, après la direction de Jean-Jacques Schwob de 1962 à 1967, il reprendra la direction de 1967 à 1987.

### Lycée polyvalent puis lycée Pierre-Caraminot depuis 1969/1970
Le lycée prend le nom de Pierre Caraminot en 1970. Les cours sont alors dispensés sur deux lieux : l'externat P5 du centre-ville, mis en service en 1968, héberge les filières générales, tandis que les cours technologiques et professionnels sont dispensés sur le site principal. 
En 1987, M. Garnero est nommé proviseur du lycée, succédant à M. Brousse. 
En 1992, la Technopôle, bâtiment regroupant les ateliers mécaniques et de génie civil est inaugurée. 

### XXIesiècle

Logo du lycée depuis 2010.

M. Borie succède à M. Garnero comme proviseur du lycée en 2000. 
En raison de baisses d'effectifs, et de la politique de centralisation et de spécialisation des lycées, les filières générales d'abord économique et social, puis littéraire, sont supprimées. 
Le lycée Pierre-Caraminot devient « lycée des métiers du génie civil » en 2001. 
Il dispense des formations du BEP (Brevet d'études professionnelles) au BTS (Brevet de Technicien Supérieur), à la fois dans le génie civil et dans la mécanique. 
En 2005, M. Lamorille est nommé proviseur du lycée, succédant à M. Borie.
En 2008, la construction d'un internat de 300 places sur le site principal permet de fermer l'internat du centre-ville. Réalisé en parement bois et financé par le conseil régional du Limousin, il permet un accueil plus moderne et plus confortable des élèves. Il est inauguré le 1er septembre 2008 par le président de la région, Jean-Paul Denanot.
En 2009, Guy Galeyrand devient proviseur du lycée. Le bâtiment externat P5 est également fermé, tous les cours étant regroupés sur le site principal. 
En 2010, un gymnase est créé dans un nouveau bâtiment, également financé par le conseil régional du Limousin, remplaçant ainsi une salle de sport à l'intérieur du bâtiment central, devenue trop vieille et trop exiguë.
Le lycée compte 660 élèves et 350 élèves en internat. C'est le plus important internat de l'académie de Limoges.

## Enseignement

### Classement du lycée
En 2017, le lycée se classe 2e sur 9 au niveau départemental quant à la qualité d'enseignement, et 552e au niveau national. Le classement s'établit sur trois critères :
- le taux de réussite au bac,
- la proportion d'élèves de première qui obtient le baccalauréat en ayant fait les deux dernières années de leur scolarité dans l'établissement,
- et la valeur ajoutée (calculée à partir de l'origine sociale des élèves, de leur âge et de leurs résultats au diplôme national du brevet)[2].

En 2018, son classement national est 1985/2277 et de 8e sur 9 au niveau départemental.

### Formations actuellement proposées

#### Baccalauréat professionnel
1. Travaux Publics : préparation au travail sur les chantiers (canalisations, routes, organisation…)
2. Technicien d'Études en Bâtiment - Études et Économie : préparation à l'étude avant réalisation de travaux (plans, coûts, organisation…)
3. Maintenance des Équipements Industriels

#### Dans le cadre de la réforme du baccalauréat[3], six enseignements de spécialité sont proposés au lycée.
1. Mathématiques
2. Physique Chimie,
3. Sciences de la Vie et de la Terre,
4. Sciences de l'Ingénieur,
5. Sciences Economiques et Sociales,
6. Histoire, Géographie,  Géopolitique, Sciences Politiques.

#### Baccalauréat technologique
1. Série STI (Sciences et Techniques de l'Industrie) Génie Civil

#### Brevet de technicien supérieur
1. BTS Travaux Publics
2. BTS Études et Économie de la Construction
3. BTS Géomètre Topographe, depuis septembre 2010
4. BTS Travaux Publics en alternance